# 加瀬倭武
加瀬 倭武（かせ まさたけ、1865年9月9日（慶応元年7月20日） - 1936年8月31日）は、日本の陸軍軍人。陸士旧10期、陸大10期。最終階級は陸軍少将。

## 経歴
千葉県出身。陸軍士官学校（10期）を卒業。陸軍大学校（10期）を卒業。
- 明治21年（1888年）7月28日  陸軍騎兵少尉
- 明治24年（1891年）11月  陸軍大学校入校
- 明治27年（1894年）7月24日  陸軍大学校中退
- 明治29年（1896年）2月29日  陸軍大学校復校
- 明治35年（1902年）2月8日　騎兵第9聯隊長
- 明治36年（1903年）6月25日　近衛騎兵聯隊長
- 明治38年（1905年）8月29日　陸軍騎兵大佐
- 明治42年（1909年）4月1日　騎兵第25聯隊長
- 大正2年（1913年）1月5日　陸軍少将（騎兵第4旅団長）
- 大正5年（1916年）8月18日　待命
- 大正6年（1917年）1月17日　予備役

## 栄典
- 1905年（明治38年）10月10日 - 従五位[2]
- 1910年（明治43年）12月10日 - 正五位[3]
- 1915年（大正4年）12月28日 - 従四位[4]

## 親族
- 義父 鼓包武（陸軍少将。兄に佐藤信彦（信彦の子孫に海軍中将 佐藤市郎、首相の岸信介・佐藤栄作・安倍晋三ら））
- 義父 徳久恒範（幕末の佐賀藩士。明治期の官僚・政治家。県知事、貴族院議員。）
- 娘婿 高品彪（陸軍中将）
- 孫 高品武彦（陸軍大尉、陸自陸将・統幕議長）
- 義弟 高品朋（陸軍少将）
- 先妻 ノブ（旧姓 鼓。陸軍少将 鼓包武の長女）
- 後妻 美城子（旧姓 徳久。徳久恒範の長女）